# Копинець Антон Михайлович
Копинець Антон Михайлович (1 лютого 1931, Великий Раковець, Підкарпатська Русь, Чехословаччина — 24 серпня 1980, Ужгород, Закарпатська область, Українська РСР) — український письменник та журналіст. Член Спілки журналістів УРСР.

## Біографія
Народився у селі Імстичово (Іршавського району на Закарпатті) у родині заможного молочара. У батьків Михайла та Олени Копинців було 6 дітей, і всі вони отримали вищу освіту. У підлітковому віці, за часів угорської окупації, А. Копинець поцілив чорнилами в портрет адмірала Горті у класі, за що був покараний. Після Другої світової війни працював шкільним вчителем у Волівці, друкувався в місцевих газетах. За критику радянської влади потрапив на заслання до Архангельської області, де провів 2 роки та був звільнений за амністією у 1953 році. Цей факт він приховував від доньок та оточуючих. Донька Надія випадково знайшла листи і світлини, якими обмінювалися батьки у роки заслання. Через цей факт у біографії А. Копинець згодом не став членом Спілки письменників УРСР, відповідно, його твори рідко друкувалися. У 1956 році Копинець поступив до Ужгородського університету на кафедру української філології. Після його закінчення працював журналістом у художній секції обласної газети «Закарпатська правда». У 1950—1960 роках працював ведучим обласного радіо, згодом — старшим редактором телебачення. Антон Копинець був одним із засновників і перших журналістів Закарпатського телебачення. У редакції його програм побували відомі творчі особистості, які на той час гастролювали в Ужгороді, — Юрій Яковлєв, Муслім Магомаєв та інші. Одна з його авторських передач — «З народної криниці», в якій Антон Копинець поширював знайдені ним та оброблені народні пісні Закарпаття.
У 1960-х роках родина Копинців проживала у відомому в Ужгороді «письменницькому будинку». А. Копинець був у приятельських стосунках з колегами та сусідами по будинку — Феліксом Кривіним, Петром Скунцем, Юрієм Керекешем, Вілмошем Ковачем та Василем Вовчком.
Під час створення одного зі своїх репортажів для телебачення А. Копинець познайомився та потоваришував з легендарним спортсменом, силачем та цирковим атлетом Іваном Федоровичем Фірцаком. Антон Копинець вирішив написати роман про відомого земляка. Став часто приїжджати у село Білки до Івана Фірцака, відомого на Закарпатті як Кротон (сценічне циркове ім'я) та записував біографію з його слів. Художньо-біографічний пригодницький роман був завершений у 1969 році. Але опублікували його лише у 1972 році, після смерті І. Ф. Фірцака (1971). Твір зазнав серйозних редакційних ідеологічних змін, був майже удвічі скорочений. У 2012 році до родини повернувся рукопис «Іван Сила (Кротон)». У 2014 році у видавництві «Наш Формат» вийшла повна версія твору.

## Твори

### Поетичні збірки
- «Моя весна»
- «Василина»
- «За тебе в тривозі»

### Проза
- Копинець А. Кротон (Іван Сила). — Ужгород: Карпати, 1972.
- Копинець А. Іван Сила на прізвисько Кротон. — К.: Наш Формат, 2014.
- Сатирична п'єса «Пригоди Циля Ковбаски» (досі не опублікована).

## Джерело
- Електронічна книжниця

1. 1 2 3  Чеська національна авторитетна база даних